# العلاقات الأفغانية الفانواتية
العلاقات الأفغانية الفانواتية هي العلاقات الثنائية التي تجمع بين أفغانستان وفانواتو.

## مقارنة بين البلدين
هذه مقارنة عامة ومرجعية للدولتين:
| وجه المقارنة                                              | أفغانستان                    | فانواتو                                  |
| --------------------------------------------------------- | ---------------------------- | ---------------------------------------- |
| المساحة (كم2)                                             | 652.23 ألف                   | 12.19 ألف                                |
| عدد السكان (نسمة)                                         | 34.94 مليون                  | 276.24 ألف                               |
| الكثافة السكانية (ن./كم²)                                 | 53.57                        | 22.66                                    |
| العاصمة                                                   | كابل                         | بورت فيلا                                |
| اللغة الرسمية                                             | اللغة البشتوية، اللغة الدرية | اللغة البسلاما، لغة فرنسية، لغة إنجليزية |
| العملة                                                    | أفغاني                       | فاتو فانواتي                             |
| الناتج المحلي الإجمالي (بليون دولار)                      | 20.82 مليار                  | 862.88 مليون                             |
| الناتج المحلي الإجمالي (تعادل القوة الشرائية) بليون دولار | 62.62 مليار                  | 790.76 مليون                             |
| الناتج المحلي الإجمالي الاسمي للفرد دولار أمريكي          | 594                          | 2.81 ألف                                 |
| الناتج المحلي الإجمالي للفرد دولار أمريكي                 | 1.93 ألف                     | 3.03 ألف                                 |
| مؤشر التنمية البشرية                                      | 0.479                        | 0.594                                    |
| رمز المكالمات الدولي                                      | +93                          | +678                                     |
| رمز الإنترنت                                              | .af                          | .vu                                      |
| المنطقة الزمنية                                           | ت ع م+04:30                  | ت ع م+11:00                              |

## منظمات دولية مشتركة
يشترك البلدان في عضوية مجموعة من المنظمات الدولية، منها:
| علم المنظمة | اسم المنظمة                        | تاريخ انضمام أفغانستان | تاريخ انضمام فانواتو |
| ----------- | ---------------------------------- | ---------------------- | -------------------- |
|             | يونسكو                             | 4 مايو 1948            | 10 فبراير 1994       |
|             | مؤسسة التمويل الدولية              | 23 سبتمبر 1957         | 28 سبتمبر 1981       |
|             | بنك التنمية الآسيوي                | 1966                   | 1981                 |
|             | منظمة حظر الأسلحة الكيميائية       | ?                      | ?                    |
|             | مؤسسة التنمية الدولية              | 2 فبراير 1961          | 28 سبتمبر 1981       |
|             | وكالة ضمان الاستثمار متعدد الأطراف | 16 يونيو 2003          | 27 يوليو 1988        |
|             | الاتحاد البريدي العالمي            | ?                      | ?                    |
|             | الاتحاد الدولي للاتصالات           | 12 أبريل 1928          | 30 مارس 1988         |
|             | الأمم المتحدة                      | 19 نوفمبر 1946         | 15 سبتمبر 1981       |
|             | البنك الدولي للإنشاء والتعمير      | 14 يوليو 1995          | 28 سبتمبر 1981       |

## وصلات خارجية
- موقع وزارة الخارجية الأفغانية